# La regina scalza
La regina scalza è il terzo romanzo scritto da Ildefonso Falcones, avvocato che esercita a Barcellona.

## Trama
La schiava nera Caridad approda in Spagna dopo aver lasciato Cuba col suo padrone morto durante il viaggio. Ha venticinque anni e nessuna possibilità di godere della libertà che il padrone le ha concesso, tutti si approfittano di lei tranne un gitano che le salva la vita.
L'uomo si chiama Melchor ed appartiene alla fiera famiglia dei Vega che mai si è piegata alle leggi del re, a differenza della famiglia García che scamperà alle terribili persecuzioni di fine XVIII secolo. 
Le due famiglie sono però imparentate a causa del matrimonio tra l'arrogante Pedro García e la bella Milagros, nipote di Melchor. 
Caridad scopre nella bella gitana un'amica, ma le tragiche vicende della famiglia Vega le separeranno proprio quando la "morena" scopre di essersi innamorata di Melchor.

## Edizioni
- Ildefonso Falcones, La regina scalza, Longanesi, 2013,  pp. 704, ISBN 978-88-30-43358-8.